# 地方分権改革推進法
地方分権改革推進法（ちほうぶんけんかいかくすいしんほう、平成18年12月15日法律第111号）とは、地方分権改革を総合的かつ計画的に推進することを目的とした日本の法律。
2007年（平成19年）4月1日施行。施行後3年で効力を失う限時法（附則4条）であり、2010年（平成22年）4月1日に失効した。
地方分権推進法で行われた地方分権をさらに進める「地方分権改革」を行うための法律。地方分権改革推進計画の策定と地方分権改革推進委員会の設置を定めており、基本法と組織法の性質を併せ持つ。

## 構成
- 第一章 総則（第1条 - 第4条）
- 第二章 地方分権改革の推進に関する基本方針（第5条 - 第7条）
- 第三章 地方分権改革推進計画（第8条）
- 第四章 地方分権改革推進委員会（第9条 - 第18条）